# Microrégion d'Anápolis
La microrégion d'Anápolis est l'une des cinq microrégions qui subdivisent le centre de l'État de Goiás au Brésil.
Elle comporte 20 municipalités qui regroupaient 511 952 habitants en 2006 pour une superficie totale de 8 312 km².

## Municipalités[1]
- Anápolis
- Araçu
- Brazabrantes
- Campo Limpo de Goiás
- Caturaí
- Damolândia
- Heitoraí
- Inhumas
- Itaberaí
- Itaguari
- Itaguaru
- Itauçu
- Jaraguá
- Jesúpolis
- Nova Veneza
- Ouro Verde de Goiás
- Petrolina de Goiás
- Santa Rosa de Goiás
- São Francisco de Goiás
- Taquaral de Goiás